# بيبي ميتال
بيبي ميتال (بالإنجليزية: Babymetal)‏ هي فرقة موسيقية يابانية تشكلت في عام 2010، متخصصة بموسيقى الميتال. تتكون من ثلاث فتيات، هم سوزوكا ناكاموتو باسم "سو-ميتال"، يوي ميزونو باسم "يوي-ميتال"، موا كيكوتشي باسم موا-ميتال ولكن اعلنت العضوه يوي ميتال خروجها في عام 2018 وبقت عضوتان وانضمت العضوه الحاليه موموكو اوكازاكي في عام 2023.

## روابط خارجية
- بيبي ميتال على موقع IMDb (الإنجليزية)
- بيبي ميتال على موقع ميوزك برينز (الإنجليزية)
- بيبي ميتال على موقع أول ميوزيك (الإنجليزية)
- بيبي ميتال على موقع ديسكوغز (الإنجليزية)